# Shen Rong
Pour les articles homonymes, voir Shen.
Shen Rong (chinois : 谌容; pinyin : Shèn Róng) quelquefois orthographié Chen Rong, née en 1936 au Sichuan (Chine) et morte le 4 février 2024, est une écrivaine, journaliste et nouvelliste chinoise.

## Biographie
Shen Rong est devenue écrivaine professionnelle après avoir été journaliste et traductrice. Bien qu'elle ait débuté par l'écriture de pièces de théâtre à partir de 1964, romans et nouvelles constituent l'essentiel de son œuvre,.

## Œuvre
Son premier roman, Jeunesse éternelle, a paru en 1975. Elle se fait connaître avec Au milieu de l'âge, en 1980.

## Liste des œuvres
- 1975 : Yongyuan shi chuntian (Jeunesse éternelle)
- 1980 : Ren dao zhongnian (Au milieu de l'âge)
- 1983 : Taizicum de mimi (Le Secret du village Taizi)

## Traductions
- Au milieu de l'âge, traduit dans Six Femmes Écrivains, Pékin, Littérature chinoise, 1981
- « Un dîner teinté de rose », nouvelle, trad. Yam Cheng, dans Europe, no  672, 1985, p. 39-54
- Un coq dans l'arène, trad. I. Bijon, dans La Remontée vers le jour, Aix-en-Provence, Alinéa, 1998